# チャイカ (時計メーカー)
チャイカ（ロシア語：чайка）は、ロシアの女性用宝飾時計製造メーカーで、1940年、ウグリチ市に宝石加工所として設立された。この工場では後に16mmという小さな時計を製作するようになった。
チャイカという会社の名前は、最初の女性宇宙飛行士であるワレンチナ・テレシコワの栄誉を称えて、彼女がコールサインとして用いた“カモメ”（チャイカ）という意味とったものである。
チャイカの時計は普通、金などの細線細工やエナメル塗装、琥珀細工などで飾られている。